# 태즈메이니아섬

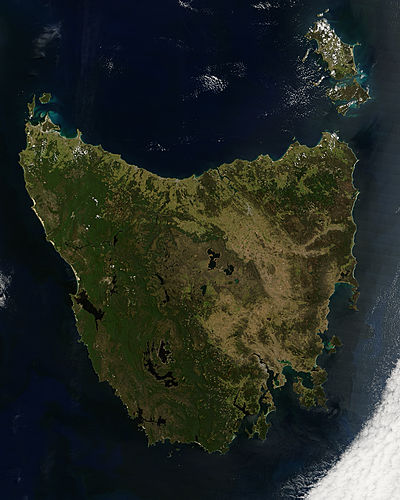
태즈메이니아섬의 위성 사진

태즈메이니아섬(영어: Tasmania)은 오스트레일리아 남동부에 위치한 오스트레일리아 최대의 섬으로, 퍼노 제도와 킹섬 등을 포함하여 태즈메이니아주를 이룬다.

## 지형
태즈메이니아 섬은 지형적으로 오스트레일리아 동부고지의 남단에 해당하며, 전반적으로 산지가 많은 것이 특징이다. 특히 섬의 중서부 지역에는 빙하기 동안 빙식 작용을 받은 험준한 산악 지형이 펼쳐져 있다. 섬 중앙에는 해발 400~900m에 이르는 고원이 융기한 준평원 형태로 자리 잡고 있으며, 이 지역에는 그레이트레이크와 아서레이크 같은 크고 작은 호수들이 분포해 있다. 또한 남서부에는 사람이 거의 살지 않는 광범위한 미개발 지역이 남아 있다.

## 기후
태즈메이니아는 전반적으로 서늘한 서안해양성 기후에 속해 있어, 남위 41도에서 43.5도 사이의 비교적 높은 위도임에도 불구하고 기후는 온화한 편이다. 주도인 호바트의 연평균 기온은 약 12.5℃이며, 가장 추운 달에도 평균 기온이 8℃ 정도로 크게 떨어지지 않는다. 기후에 영향을 주는 주요 요인 중 하나는 편서풍으로, 이로 인해 서부의 산지 지역에는 연간 2,000~2,500mm에 달하는 많은 강수량이 기록된다. 반면, 동부 지역은 강수량이 현저히 적어 연간 약 500mm 수준까지 감소한다.

## 인문
태즈메이니아섬은 1642년 네덜란드 탐험가 아벌 타스만에 의해 유럽에 처음 알려졌으며, 1803년부터는 영국령이 되어 유형식민지로 활용되었다. 포트아서에 위치한 감옥은 1830년부터 1877년까지 약 1만 명의 죄수가 수감된 대표적인 유적지이다. 한편, 태즈메이니아의 원주민이었던 태즈메이니아족은 1876년에 멸족한 것으로 기록되어 있다.
이 섬에는 구리, 주석, 은, 철, 납, 아연, 석탄 등 다양한 광물 자원이 풍부하며, 주요 자원은 북부 지역의 버니 등지에서 채굴 및 운송된다. 또한 수자원이 풍부하여 수력 발전이 활발하며, 이를 통해 생산된 전력을 기반으로 구리, 아연, 알루미늄 등의 금속 제련 산업이 이루어진다.
주요 하천으로는 북쪽으로 흐르는 테이머강과 남동쪽의 더웬트강이 있으며, 이들 강 유역은 농업과 목축업이 활발한 지역이다. 특히 감자, 귀리, 콩, 홉, 사과 등의 농산물이 재배되며, 중동부 지역에서는 양과 소의 사육도 이루어진다. 주도 호바트와 북부의 중심 도시 론세스턴은 상업과 산업, 교통의 중심지로 기능하고 있다.
이 섬은 아름다운 자연경관과 식민 시대의 흔적이 잘 보존되어 있어 오스트레일리아 내에서도 손꼽히는 관광지로 알려져 있다. 본토와는 호바트 국제공항 정기 항공편 및 자동차 연락선으로 연결된다.

## 같이 보기
- 태즈메이니아 대학교
- 태즈메이니아 야생 지대 세계 유산 지역

1. 1 2 3  “태즈메이니아섬”. 2025년 4월 25일에 확인함.